# Tragafuegos

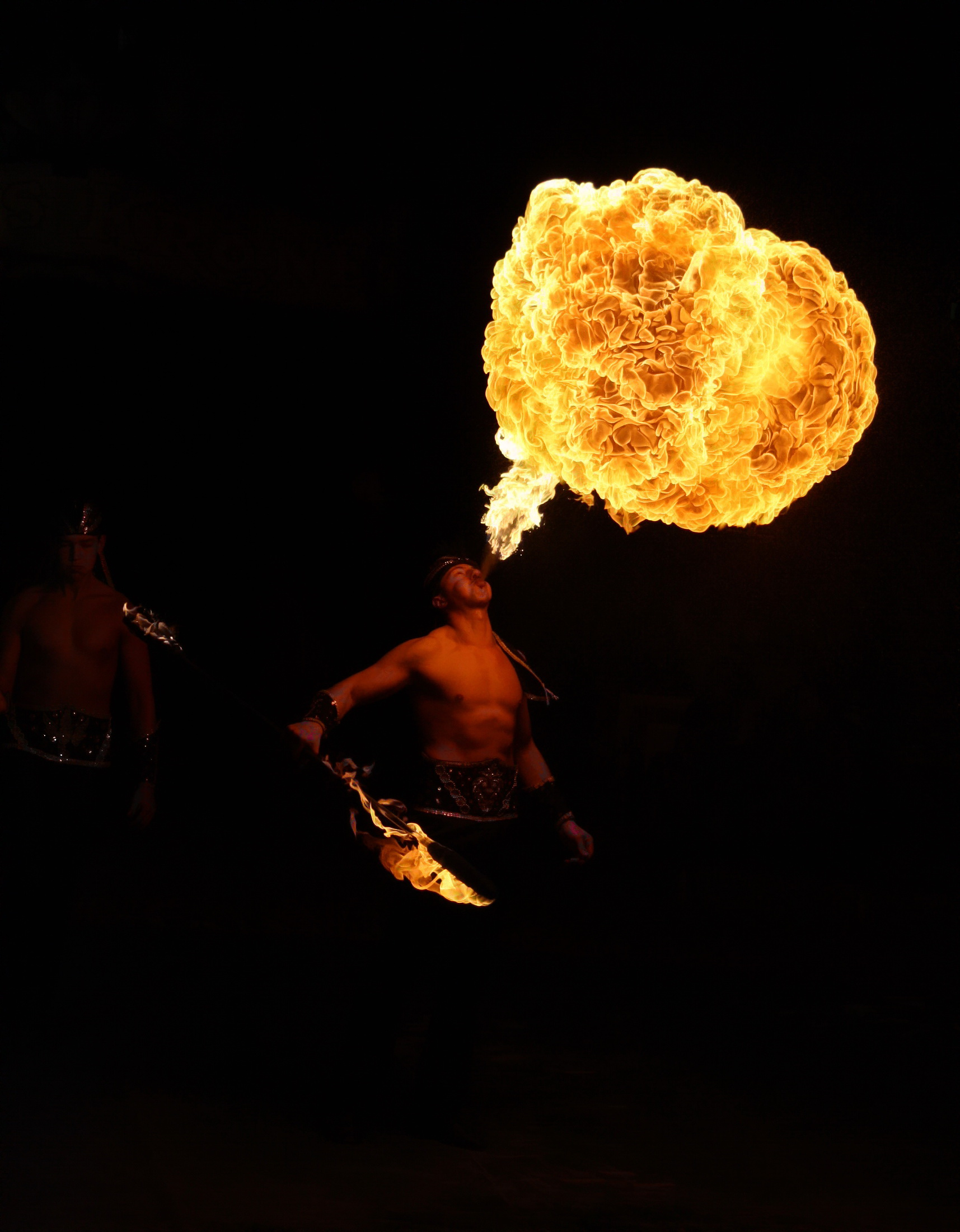
Dúo Somalas

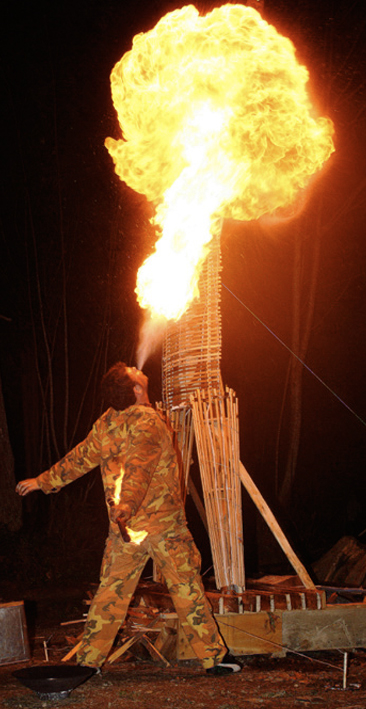
Lanzafuegos

Un tragafuegos, lanzafuego o escupefuego es un artista de circo que simula expulsar fuego por la boca. En realidad, lo que expulsa es un líquido inflamable que al contacto con el fuego se transforma en una llamarada. La llama se produce generalmente a un brazo de distancia del escupido realizado por la boca que debe ser masificado en forma de escupido abierto. Se dice que este arte es originario de la India.
El lanzafuegos sorbe líquido guardándolo en la boca; después se acerca una antorcha previamente encendida y a la vez que expele la sustancia inflamable sobre el fuego se genera la llamarada. Uno de los riesgos de la actuación se produce cuando el artista acerca la fuente de fuego y quedan restos de líquido en el exterior de la boca. Por ello, es imprescindible que se limpie bien con un paño después de cada expulsión.
Gene Simmons, de la banda de rock Kiss, regularmente lanzaba bolas de fuego en sus espectáculos.

## Entrenamiento
La gran mayoría de los tragafuegos profesionales aprenden de un profesional experimentado y se recomienda encarecidamente que se evite la autoeducación debido a los riesgos extremos. La mayoría de las personas a las que se les enseñan habilidades para tragarfuego son artistas experimentados por derecho propio y se les enseña con la condición de que las habilidades no se transmitan hasta que se conviertan en un ejecutante de fuego reconocido. Prácticamente todos los incidentes registrados de lesiones graves por tragarfuego involucran personas no capacitadas, a menudo bajo la influencia del alcohol. El uso de un combustible incorrecto suele ser un factor contribuyente importante.

## Salud y peligro

### Combustibles
Para mayor seguridad, los tragafuegos deben evitar sustancias altamente inflamables como el alcohol, los derivados del alcohol y la mayoría de los productos petroquímicos. En su lugar, se recomienda usar opciones más seguras con un punto de inflamación superior a 50 °C.
Debido a su punto de inflamación relativamente seguro (alrededor de 90 °C), la parafina, o aceite de lámpara altamente purificado, es la opción preferida para tragafuegos. Aunque el almidón de maíz se ha presentado como un combustible no tóxico, los riesgos de inhalación aumentan el potencial de infecciones pulmonares.
Los combustibles que se consideran especialmente peligrosos incluyen:
- El etanol se puede absorber en el torrente sanguíneo sin beber. Por lo tanto, intentar tragar fuego con etanol puede causar intoxicación.
- El metanol (usado con muchas recetas de llamas de colores) tiene una variedad de vectores de entrada y puede causar ceguera o trastornos neurológicos.
- Los combustibles con un punto de inflamación muy bajo como la nafta, el butano y el propano pueden crear una acumulación de vapor condensado en la cavidad bucal que conduce a la combustión interna, dañando la boca o los pulmones. La nafta también es bastante cancerígena, y las carreras de rendimiento basadas en su uso conllevan un alto riesgo de cáncer de boca.
- Los combustibles comunes como la gasolina y el queroseno a menudo contienen aditivos cancerígenos o subproductos de refinación, como compuestos sulfurados o bencenos. También son mucho más fáciles de encender e incluso un tragafuego experimentado correría un grave riesgo de lesiones al usar estos combustibles.

### Autoignición
Existe riesgo de autoignición al realizar actos de lanzar fuego. El riesgo aumenta por uso de combustibles de punto de inflamación más bajo, telas inapropiadas en la ropa (como poliéster), uso de otros artículos o productos inflamables (como laca para el cabello), mala técnica y desempeño en lugares inadecuados.